# Tetzcuco
Texcoco o Tetzcuco fou un cacicat de l'Amèrica precolombina, a Mèxic, conquerit pels asteques el 1428. Es calcula que abans de la conquesta espanyola de l'Imperi Asteca tenia una població de més de 24.000 persones i una superfície d'unes 450 hectàrees. Amb base en l'etimologia nàhuatl, estrangera europea i americana, i en els còdexs, així com en les regles gramaticals, Texcoco (sovint escrit també com a Cerro del papagallo) té les següents arrels: tē- (gent), tsikoa (retenir) seria “lloc on es reté gent”.
Tlatoani
- Quinatzin, 1298-1357[3]
- Techotlalatzin (fill), 1357-1409[3]
- Ixtlilxochitl, 1409-1418[3]
- Tezozomoc 1418
- Conquerit pels tecpaneques 1418-1427
- Nezahualcóyotl (fill d'Ixtlixochitl) 1427-1428
- als asteques el 1428